# Пугачёво (Нестеровский район)
Пугачёво (до 1938 — Швентишкен (нем. Scheldkehmen), до 1946 — Шанценорт (нем. Schelden)) — посёлок в Нестеровском районе Калининградской области. Входит в состав Чистопрудненского сельского поселения.

## География
Посёлок Пугачёво расположен на юго-востоке области, на севере Красного леса. Близ Пугачёва находится исток реки Русской (бассейн Преголи).

## История
До 1928 года на территории современного поселения существовали два населённых пункта — Гросс (Большой) Швентишкен и Кляйн (Малый) Швентишкен.
30 сентября 1928 года населенные пункты были объединены, получив название Швентишкен.
В 1933 году население Швентишкена составляло 546 жителей.
В 1938 году Швентишкен был переименован властями гитлеровской Германии в Шанценорт в рамках кампании по упразднению в Восточной Пруссии топонимики прусско-литовского происхождения.
В 1939 году в Шанценорте — 580 жителей.
В 1946 году переименован  в поселок Пугачёво.

## Население
| 1910 | 1933 | 1939 | 2002 | 2010 |
| ---- | ---- | ---- | ---- | ---- |
| 614  | ↘580 | ↘546 | ↘75  | ↘54  |

## Достопримечательности Пугачёва
- Памятный камень Карлу Фридриху Райфу, главному лесничему Роминтенской пущи, убитому браконьером[4].